# Megan Ambuhl
Megan M. Ambuhl est une réserviste de l'Armée des États-Unis qui a été condamné en cour martiale à cause du scandale d'Abou Ghraib.

## Vie après le procès

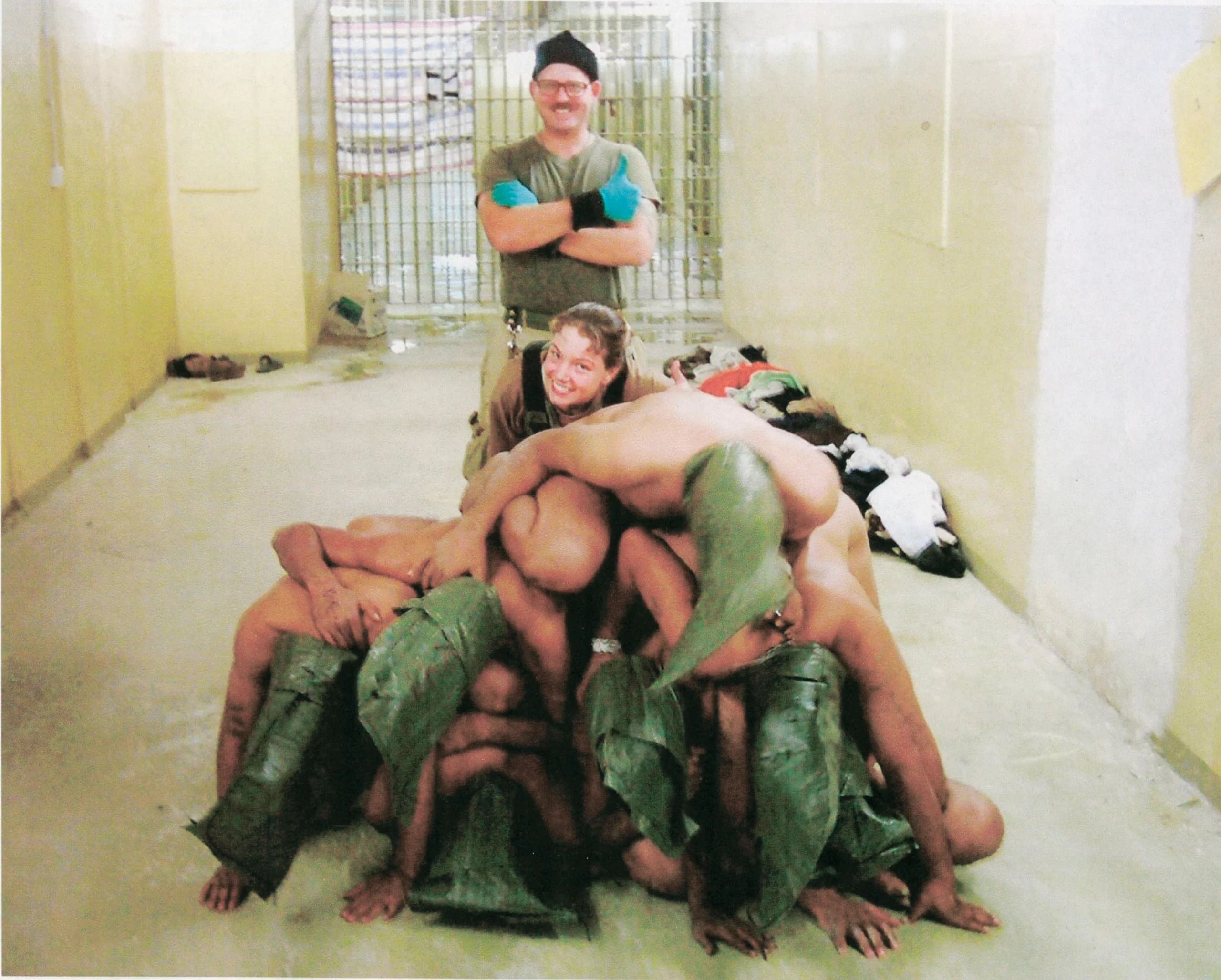
Sabrina Harman
avec Charles Graner, futur mari de Megan Ambuhl, derrière des prisonniers nus et cagoulés qui ont été contraints de former une pyramide humaine

En avril 2005, elle a épousé Charles Graner.